# Zelená hora (Cheb)
Die Zelená hora (deutsch: Grünberg, früher auch St.-Anna-Berg oder Annenberg, 637 m n.m.) ist eine Anhöhe am Ostrand des Kohlwaldes bei Cheb (Eger) in Tschechien. Der Berg wurde wegen der Wallfahrtskirche St. Anna bekannt, die auf einem Nebengipfel (592 m n.m.) zirka 900 m östlich des Hauptgipfels stand.

## Geographie
Die Zelená hora liegt im südöstlichen Fichtelgebirge und erhebt sich etwa vier Kilometer westlich von Cheb in der Abteilung V Roklích (deutsch: Sosswald). Nördlich davon befindet sich der Stausee Skalka, in dem die Eger aufgestaut wird. Auf dem Berg stehen ein Sendeturm des tschechischen Rundfunks und ein Bismarckturm.
In der geomorphologischen Gliederung des Nachbarlandes Tschechien wird auch das Chebská pahorkatina (deutsch: Egerer Hügelland) dem (Hohen) Fichtelgebirge als Haupteinheit Smrčiny (I3A-1) zugeordnet.

## Geschichte
Im Jahre 1891 stellte der Egerer Verschönerungsverein einen hölzernen Aussichtsturm auf dem Grünberg auf. Dieser musste 1909 wegen Baufälligkeit abgerissen werden. Nach einem Entwurf des Egerer Stadtarchitekten Rolf Beier wurde ein neuer steinerner Aussichtsturm errichtet und am 3. Oktober 1909 als Bismarckturm eingeweiht. Der Turm geriet nach 1945 wegen seiner Lage im Grenzgebiet in Vergessenheit und war dem Verfall preisgegeben. 1973 wurde in 200 m Entfernung ein Sendeturm des tschechischen Fernsehens gebaut.
Im Jahre 2005 kaufte die Stadtverwaltung Cheb das Grundstück unterhalb des Bismarckturmes, sanierte diesen für zwei Millionen Kronen und beseitigte Bäume in der Umgebung, die die Sicht behinderten.

## Bismarckturm

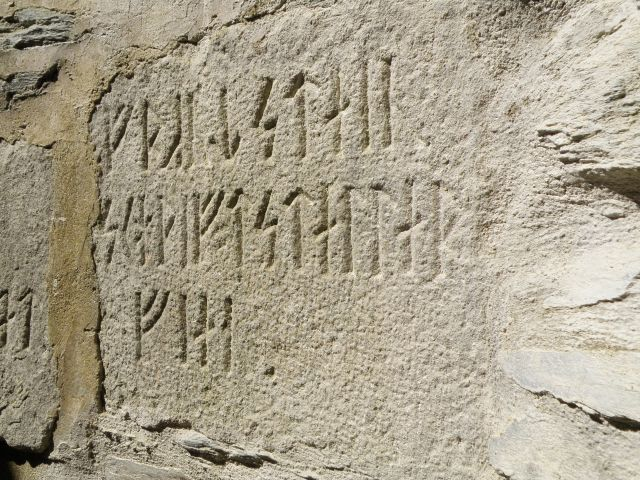
Runeninschrift im Innern des Bismarckturms

Vom Bismarckturm bietet sich ein weiter Blick über das Egerland, das Erzgebirge, den Kaiserwald und einen Teil des Böhmerwaldes. Auf der Innenseite des Turmes sind Runen eingemeißelt. Neben den gängigen historisch belegten Runen in den verschiedenen Inschriften des Bismarckturms werden von Georg von Schönerer, der den Bismarckturm errichten ließ, auch von ihm frei erfundene runenähnliche Zeichen verwendet.

## Wege zum Gipfel
Von Horní Pelhřimov (Oberpilmersreuth) führt ein Weg an der Gedenkstätte für die ehemalige Wallfahrtskirche St. Anna vorbei bis zum Waldstück am Fernsehturm und weiter zum Bismarckturm.

## Galerie

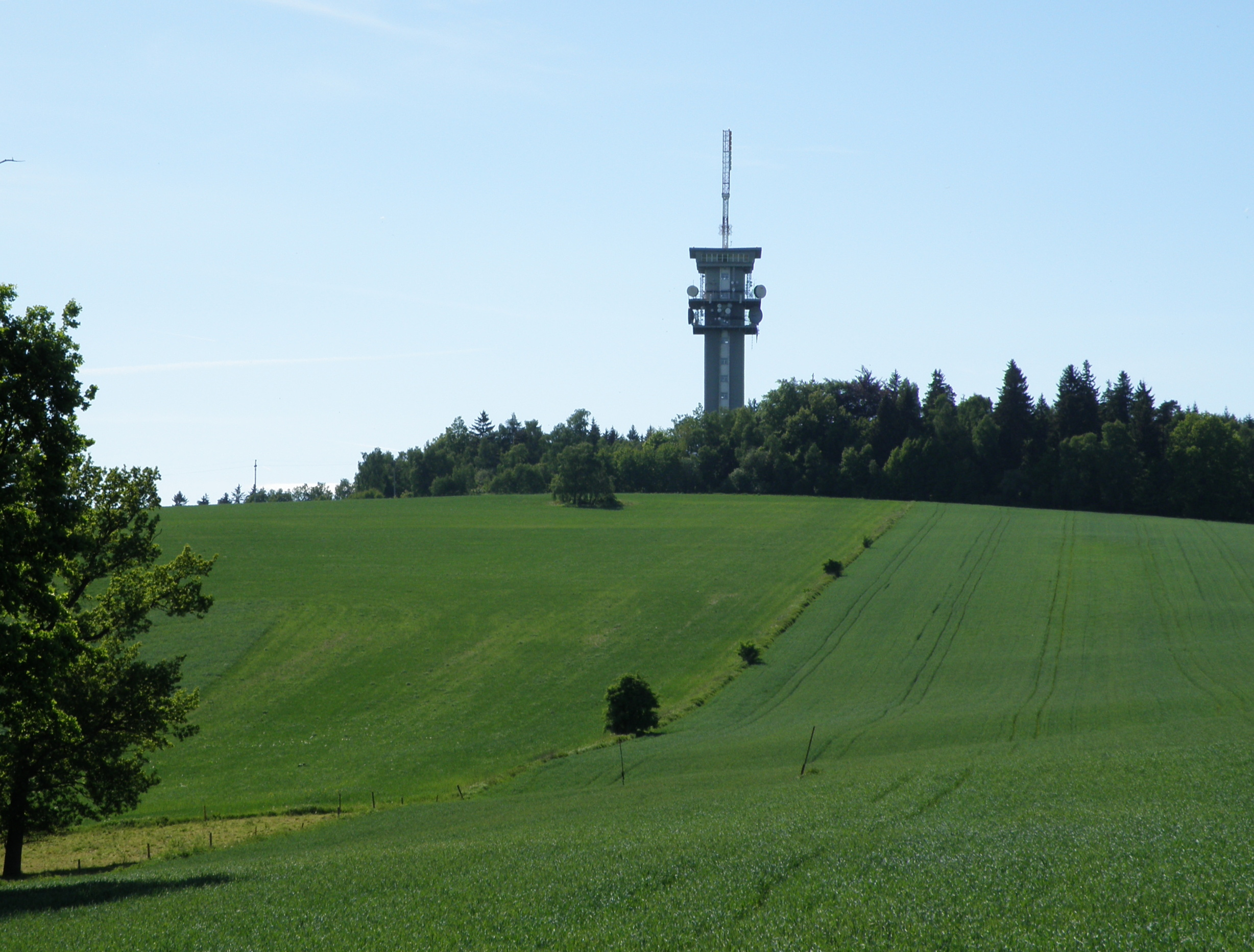
Die Gipfelregion mit Fernsehturm
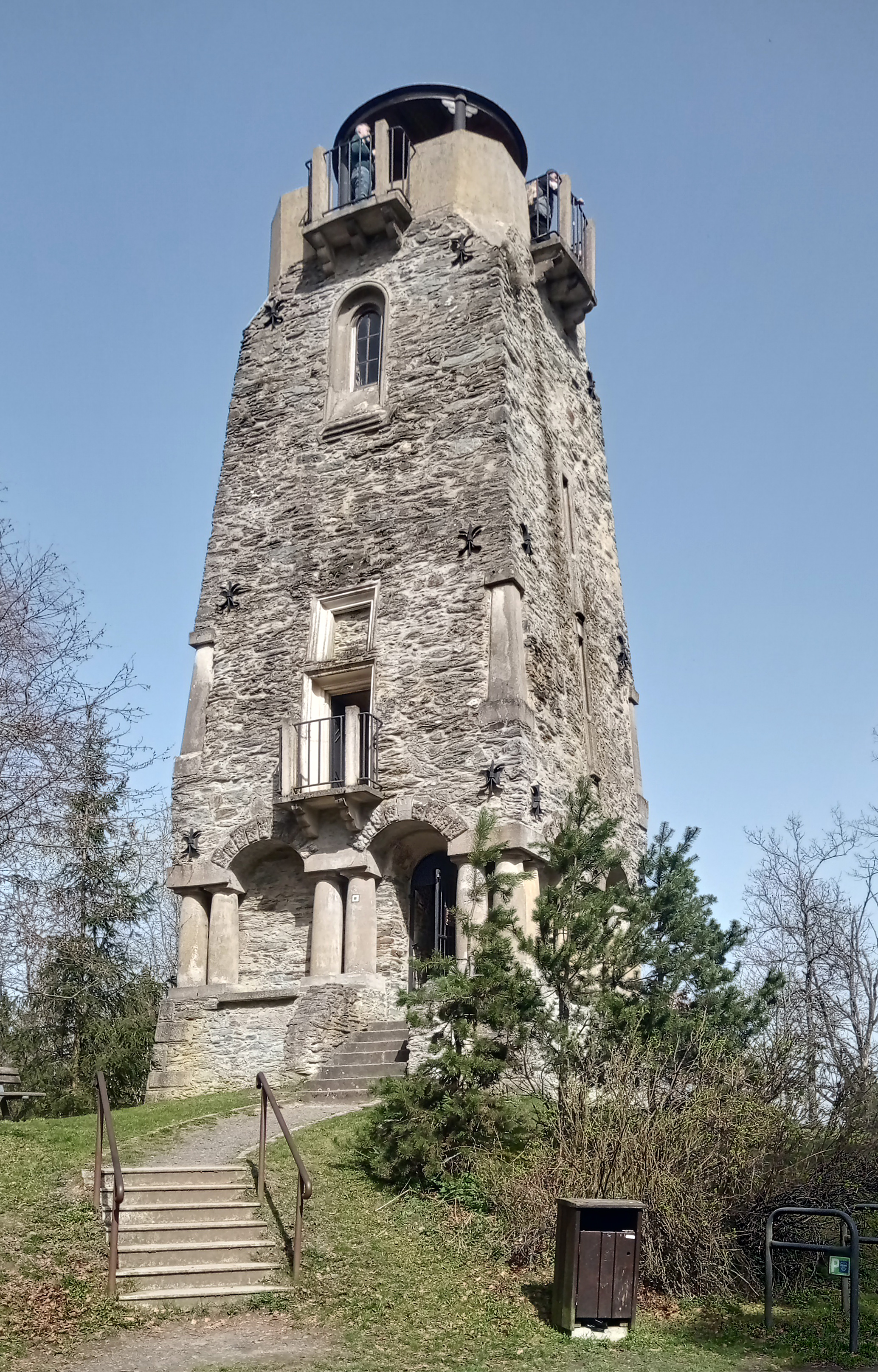
Bismarckturm